# 斯莫梁
斯莫梁位于保加利亚南部，是斯莫梁州的首府，人口32,813人（2005年）。

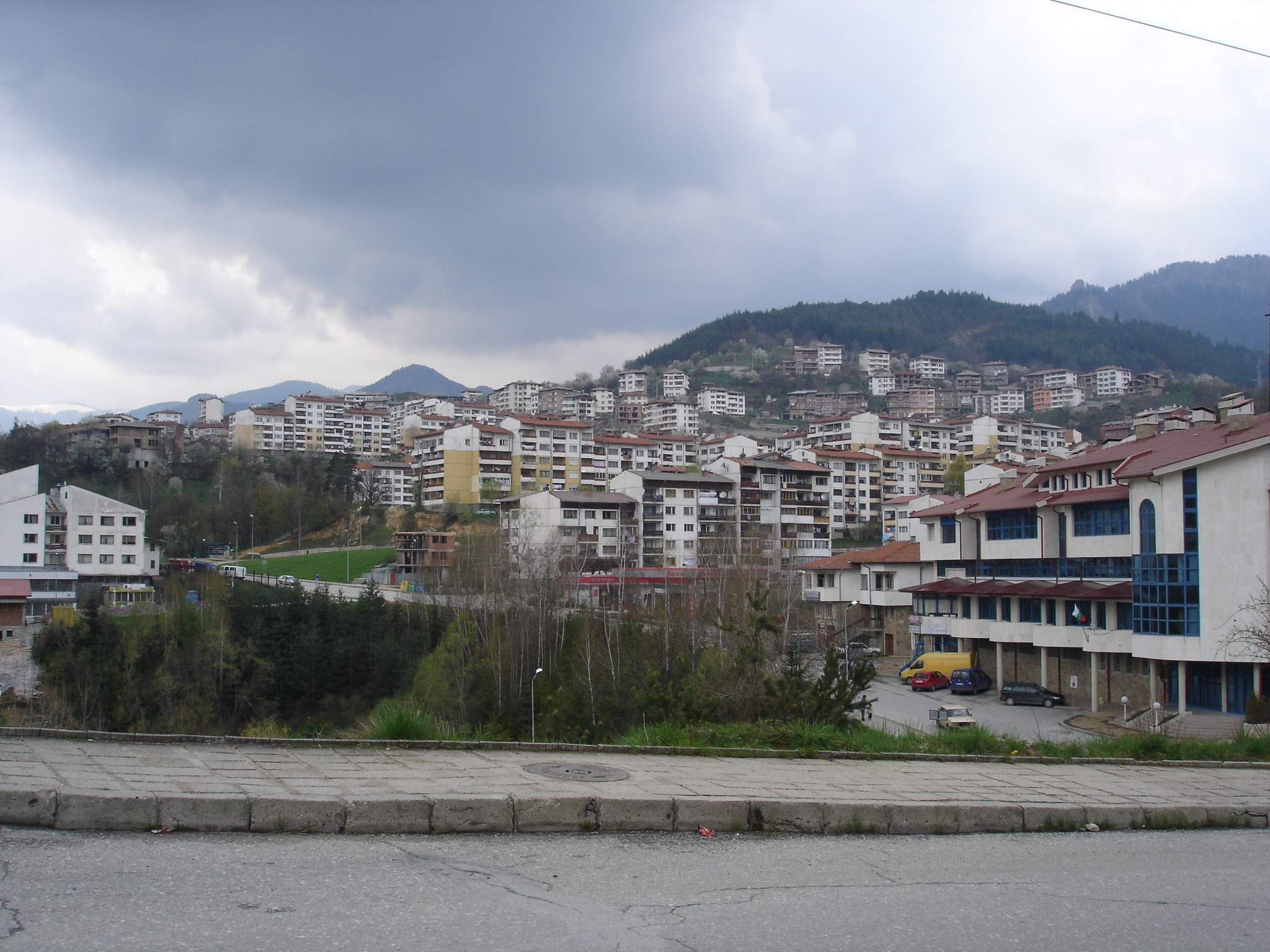